# Marc Höcher
Marc Höcher (Almelo, 9 september 1984) is een Nederlands voormalig voetballer die doorgaans als vleugelspeler speelde. Hij is een zoon van de Duitse oud-voetballer Hartmut Höcher.

## Clubcarrière
Höcher begon met voetballen bij amateurclub SV Rietvogels. Hij werd via Arend Steunenberg opgemerkt door Heracles Almelo, waar op zijn elfde in de jeugdopleiding kwam. Hij maakte zijn debuut op zeventienjarige leeftijd, toen hij op 23 augustus 2002 in de met 3–1 gewonnen uitwedstrijd tegen VVV-Venlo na zesentachtig minuten inviel voor Berry Hoogeveen.
In maart 2007 werd Höcher naar het tweede elftal teruggezet, nadat hij zich in het tijdschrift Sportweek negatief had uitgelaten over trainer Ruud Brood. "Er is weinig tot geen contact met Brood en ik kan trainen wat ik wil, maar hij komt zijn beloftes toch niet na", vertelde Höcher, die weinig speelminuten kreeg toebedeeld van de trainer. Van seizoen 2007/08 tot 2010/11 speelde Höcher voor Helmond Sport. In 2011 wint hij de Gouden Stier voor beste speler in de Jupiler League van het afgelopen seizoen. De andere genomineerden waren Tom Daemen, John Verhoek en Sjoerd Ars. Op 14 maart 2011 werd bekendgemaakt dat Höcher een tweejarig contract bij eredivisionist ADO Den Haag had getekend. Vanaf het seizoen 2011/12 komt de aanvaller voor ADO uit. Hij debuteerde in de Europa League uit tegen FK Tauras.
Höcher behoorde in 2005 en 2006 tot de voorselectie voor Jong Oranje. Höcher tekende in juni 2013 een contract voor drie jaar bij Roda JC. Met die club degradeerde hij op zaterdag 3 mei 2014 naar de Eerste divisie, om een jaar later terug ter keren in de Eredivisie. Daarin speelde hij nog één wedstrijd voor Roda JC, voor hij zijn contract liet ontbinden. Höcher tekende in augustus 2015 vervolgens een contract tot medio 2016 bij Rot-Weiß Erfurt, de nummer elf van de 3. Liga in het voorgaande seizoen. Nadat zijn contract hier afliep, ging hij zijn conditie op peil houden bij Helmond Sport. Hier tekende hij in juni 2016 vervolgens een contract tot medio 2018. In juni 2017 ging Höcher naar De Treffers. Nog voor aanvang van de competitie verliet hij de club een maand later. In september sloot Höcher aan bij VV UNA dat uitkomt in de Derde divisie. Medio 2018 beëindigde hij zijn spelersloopbaan en ging de jeugd trainen bij UNA en werd tevens assistent. 
Eind 2019 was hij ad-interim hoofdtrainer bij UNA. Van medio 2020 tot september 2021 trainde hij VV De Valk. Vanaf 2020 trainde Höcher tevens de jeugd bij FC Den Bosch en was van 2022 tot 2024 assistent bij het eerste team onder  Tomasz Kaczmarek (32 wedstrijden) en daarna onder interim-trainer William van Overbeek (7 wedstrijden). Van medio 2024 tot juli 2025 was Höcher jeugdtrainer bij Vitesse. 

## Clubstatistieken
| Seizoen | Club             | Duels | Goals | Competitie     |
| ------- | ---------------- | ----- | ----- | -------------- |
| 2002/03 | Heracles Almelo  | 4     | 0     | Eerste divisie |
| 2003/04 | Heracles Almelo  | 0     | 0     | Eerste divisie |
| 2004/05 | Heracles Almelo  | 14    | 1     | Eerste divisie |
| 2005/06 | Heracles Almelo  | 29    | 1     | Eredivisie     |
| 2006/07 | Heracles Almelo  | 11    | 0     | Eredivisie     |
| 2007/08 | Helmond Sport    | 37    | 5     | Eerste divisie |
| 2008/09 | Helmond Sport    | 38    | 13    | Eerste divisie |
| 2009/10 | Helmond Sport    | 37    | 10    | Eerste divisie |
| 2010/11 | Helmond Sport    | 34    | 14    | Eerste divisie |
| 2011/12 | ADO Den Haag     | 8     | 1     | Eredivisie     |
| 2011/12 | Willem II        | 16    | 4     | Eerste divisie |
| 2012/13 | Willem II        | 32    | 2     | Eredivisie     |
| 2013/14 | Roda JC Kerkrade | 29    | 2     | Eredivisie     |
| 2014/15 | Roda JC Kerkrade | 25    | 7     | Eerste divisie |
| 2015/16 | Roda JC Kerkrade | 1     | 0     | Eredivisie     |
| 2015/16 | Rot-Weiß Erfurt  | 18    | 3     | 3. Liga        |
| 2016/17 | Helmond Sport    | 23    | 3     | Eerste divisie |
| Totaal  | Totaal           | 356   | 66    |                |

## Erelijst
- 2005: Kampioen Eerste divisie: (met Heracles Almelo)
- 2011: Gouden Stier voor beste speler van het seizoen 2010/11[8]